# Hutton (Somerset)
Hutton – wieś w Anglii, w hrabstwie ceremonialnym Somerset, w dystrykcie (unitary authority) North Somerset. Leży 28 km na południowy zachód od miasta Bristol i 196 km na zachód od Londynu. W 2001 miejscowość liczyła 2627 mieszkańców.